# Crepidomanes vitiense
Crepidomanes vitiense är en hinnbräkenväxtart som först beskrevs av Bak., och fick sitt nu gällande namn av Bostock. Crepidomanes vitiense ingår i släktet Crepidomanes och familjen Hymenophyllaceae. Inga underarter finns listade.